# Championnat du Pérou de football 1967
Navigation
Saison précédente Saison suivante
La saison 1967 du Championnat du Pérou de football est la trente-neuvième édition du championnat de première division au Pérou. Les quatorze clubs participants sont regroupés au sein d'une poule unique où ils s'affrontent deux fois au cours de la saison, à domicile et à l'extérieur. À la fin de la saison, le dernier du classement ainsi que le moins bon club de province sont relégués et remplacés par le champion de Segunda Division et le vainqueur de la Copa Perú.
C'est le club de l'Universitario de Deportes, tenant du titre, qui remporte à nouveau la compétition après avoir terminé en tête du classement final du championnat, avec cinq points d'avance sur le Sporting Cristal et six sur l'Alianza Lima. C'est le 12e titre de champion du Pérou de l'histoire du club, le cinquième en neuf saisons. 

## Les clubs participants
| - Alianza Lima - Sport Boys - Defensor Arica - Universitario de Deportes - Mariscal Sucre - Alfonso Ugarte de Chiclín - Qualifié via la Copa Perú - Juan Aurich - Qualifié via la Copa Perú | - Porvenir Miraflores - Promu de Segunda Division - Club Centro Deportivo Municipal - Sporting Cristal - Centro Iqueño - Defensor Lima - Atlético Grau - Octavio Espinosa - Qualifié via la Copa Perú |

## Compétition
Le barème utilisé pour établir le classement est le suivant :
- Victoire : 2 points
- Match nul : 1 point
- Défaite, forfait ou abandon : 0 point

### Classement
| Rang | Équipe                          | Pts | J  | G  | N  | P  | Bp | Bc | Diff |
| ---- | ------------------------------- | --- | -- | -- | -- | -- | -- | -- | ---- |
| 1    | Universitario de Deportes (T)   | 41  | 26 | 20 | 1  | 5  | 64 | 19 | +45  |
| 2    | Sporting Cristal                | 36  | 26 | 13 | 10 | 3  | 43 | 20 | +23  |
| 3    | Alianza Lima                    | 35  | 26 | 14 | 7  | 5  | 43 | 34 | +9   |
| 4    | Defensor Lima                   | 33  | 26 | 14 | 5  | 7  | 41 | 27 | +14  |
| 5    | Defensor Arica                  | 33  | 26 | 13 | 7  | 6  | 37 | 23 | +14  |
| 6    | Atlético Grau                   | 29  | 26 | 11 | 7  | 8  | 33 | 40 | -7   |
| 7    | Sport Boys                      | 24  | 26 | 9  | 6  | 11 | 33 | 31 | +2   |
| 8    | Porvenir Miraflores (P)         | 23  | 26 | 8  | 7  | 11 | 24 | 28 | -4   |
| 9    | Juan Aurich                     | 23  | 26 | 9  | 5  | 12 | 27 | 37 | -10  |
| 10   | Centro Iqueño                   | 21  | 26 | 5  | 11 | 10 | 28 | 41 | -13  |
| 11   | Octavio Espinosa                | 20  | 26 | 6  | 8  | 12 | 25 | 39 | -14  |
| 12   | Mariscal Sucre                  | 19  | 26 | 5  | 9  | 12 | 22 | 40 | -18  |
| 13   | Club Centro Deportivo Municipal | 15  | 26 | 2  | 11 | 13 | 26 | 62 | -36  |
| 14   | Alfonso Ugarte de Chiclín       | 12  | 26 | 3  | 6  | 17 | 25 | 40 | -15  |

|  | Qualification pour la Copa Libertadores 1968                                               |
|  | Participation au tournoi de promotion-relégation Copa Perú                                 |
|  | Relégation directe en Segunda División                                                     |
|  | (T) : Tenant du titre (P) : Promu de Segunda Division En italique : Formations de province |

### Copa Perú
Les six meilleures équipes régionales se retrouvent pour le tournoi final, disputé à Lima, du 28 avril au 11 mai 1968, avant le démarrage de la saison 1968 de Primera Division. Seul le premier du classement est promu.
| Rang | Équipe                   | Pts | J | G | N | P | Bp | Bc | Diff |
| ---- | ------------------------ | --- | - | - | - | - | -- | -- | ---- |
| 1    | Carlos A. Mannucci       | 8   | 5 | 4 | 0 | 1 | 10 | 4  | +6   |
| 2    | Sport Chorrillos         | 7   | 5 | 3 | 1 | 1 | 9  | 5  | +4   |
| 3    | Colegio Nacional Iquitos | 5   | 5 | 2 | 1 | 2 | 4  | 8  | -4   |
| 4    | Cienciano del Cusco      | 4   | 5 | 1 | 2 | 2 | 6  | 8  | -2   |
| 5    | FBC Melgar               | 3   | 5 | 1 | 1 | 3 | 5  | 7  | -2   |
| 6    | Aurora Chancayllo        | 3   | 5 | 1 | 1 | 3 | 4  | 6  | -2   |

|  | Promotion en Primera Division 1968 |

## Bilan de la saison
| Championnat du Pérou de football 1967 |                                       |
| Champion                              | Universitario de Deportes (12e titre) |
| Qualifications continentales          |                                       |
| Copa Libertadores 1968                | Universitario de Deportes             |
| Copa Libertadores 1968                | Sporting Cristal                      |
| Promotions et relégations             |                                       |
| Promus en Primera División            | Carlos A. Mannucci                    |
| Promus en Primera División            | KDT Nacional                          |
| Relégués en Segunda División          | Club Centro Deportivo Municipal       |
| Relégués en Segunda División          | Alfonso Ugarte de Chiclín             |